# Trinidadtobaški dolar
Trinidadtobaški dolar, ISO 4217: TTD, je valuta Trinidada i Tobaga. Dijeli se na 100 centi, a u domaćem platnom prometu označava se simbolom $.
Prvi put je uveden 1898. godine i cirkulirao je usporedno s britanskom funtom. Od 1935. valuta je ekvivalent dolaru Britanske zapadne Indije. Od 1964. Trinidad i Tobago izdaje vlastitu valutu, koja je trenutno vezana uz tečaj američkog dolara u odnosu 6.25 TTD za 1 USD.
Središnja banka izdaje kovanice od 5, 10, 25, 50 centi i 1 dolara, te novčanice od 1, 5, 10, 20, 50 i 100 dolara.

## Vanjske poveznice
- Središnja banka Trinidada i Tobaga